# Uwe Gropp
Uwe Gropp, né le 29 septembre 1967 à Neunkirchen (Sarre), est un pilote de rallyes amateur allemand.

## Carrière
Il a débuté la compétition mécanique en 1985. 
Son premier rallye disputé est celui de Sankt Julian (Rhénanie-Palatinat), en 1989.
Il est charpentier et mécanicien de formation.
(nb: il ne doit pas être confondu avec un autre pilote allemand, Uwe Groppel, sur Volkswagen Golf Kit Car au milieu des années 2000)

## Palmarès

### Titres
- Quadruple vainqueur de l'Euro-Rallye-Trophée (avec sa propre écurie, le Gropp Racing team):
  - 2009, sur Citroën C2 R2 Max (plusieurs copilotes);
  - 2010, sur Citroën C2 R2 Max (copilote Hans-Peter Loth);
  - 2011, sur Citroën C2 R2 Max (copilote Hans-Peter Loth);
  - 2013, sur Citroën C2 1600 (copilote Stephan Maurer);
- Champion régional de Sarre des rallyes;
  - 2e de l'ERT en 2012, sur Citroën C2 R2 Max (copilote Stephan Maurer).

(ses copilotes ont également obtenu leur propre titre ERT, en 2010 (création du trophée), 2011, 2012 et 2013)